# Boom!!!
Boom!!! É uma antologia underground de banda desenhada publicada entre 1995 e 1996. Nas suas quatro edições foram publicados trabalhos de diversos jovens autores, destacando-se as obras de José Carlos Fernandes (hoje em dia o mais aclamado e premiado autor  português de Banda Desenhada de todos os tempos ), M. Jorge (um dos mais prolíficos autores e editores de fanzines da segunda metade da década de noventa) , Carlos Rocha, Simon Gane (autor Britânico da célebre série Punk Arnie comics), Nunsky e Mário Moura.
A capa do último número foi assinada pelos autores canadianos já consagrados no mercado editorial internacional e então publicados pela Drawn & Quarterly, Joe Matt (Peep Show), Chester Brown (Yummy Fur, The Playboy, Underwater) e Seth (Palooka Ville).
Não obstante a sua circulação restrita e carácter editorial amador e naive, a Boom!!!, conjuntamente com outras publicações de cariz alternativo e marginal que então se propagavam intensamente pelo meio da Banda Desenhada Portuguesa (Banda Desejada, Shock, Mesinha de Cabeceira, etc) ajudou a colmatar a imensa lacuna editorial que se manifestava e foi uma das muitas incubadoras de talentos hoje confirmados no mundo da BD.

## Autores publicados
- José Carlos Fernandes
- José Pinheiro
- Paulo Fernandes
- P. Moreiras
- M. Jorge
- Jerry
- Carlos Rocha
- Nuno Nisa
- Geral et Derradé
- Estrompa
- Mário Elias
- Lacas
- Ana B.
- Simon Gane
- M.A.L.S.
- Nunsky
- Luís Jaime
- Paulo Anjos
- Pedro Gil
- Pedro Brito
- J. Coelho
- Joe Matt
- Seth
- Chester Brown
- Mário Moura
- Rui Ricardo
- Adrian Tomine